# Huevos a la mexicana
Los huevos a la mexicana son un platillo típico de México, el cual consiste en una combinación de huevos revueltos de gallina con tomate, cebolla y chile picados y fritos en un poco de aceite. Su nombre hace referencia al color de los ingredientes, que recuerdan a los colores de la bandera de México.
La forma más común de preparar este platillo, es cortar las verduras y picarlas en cubos finos, agregando todo en una sartén con un poco de aceite vegetal. La mezcla se fríe hasta que se forme una salsa de tomate espesa con algunos trozos de verdura todavía enteros, y se añaden entonces los huevos, que pueden ser previamente batidos o no.
El resultado final adquiere un color anaranjado debido a la salsa de tomate frito, con algunos toques de verde del chile. El acompañamiento habitual de este platillo son las tortillas de maíz.
Este platillo es bastante común y favorecido por su facilidad de preparación, sirviendo la mayoría de las veces de desayuno sustancioso.